# Phang Nga (província)
Phangnga é uma província da Tailândia. Sua capital é a cidade de Phang Nga.